# 中国驻阿曼大使馆
中华人民共和国驻阿曼苏丹国大使馆（阿拉伯语：سفارة جمهورية الصين الشعبية لدى سلطنة عمان），简称中国驻阿曼大使馆，是中华人民共和国驻阿曼的外交代表机构。

## 机构设置
中国驻阿曼大使馆设置下列机构：
- 政治新闻处
- 武官处
- 经商处
- 办公室